# Барабанов, Николай Олегович
Николай Олегович Барабанов (род. 5 июня 1985) — российский дзюдоист, призёр чемпионатов России, мастер спорта России.

## Биография
Учился в Рязанском филиале Московского университета МВД России, который закончил в 2008 году; с 2008 по 2011 год служил в подразделениях Управления МВД по Рязанской области. С 2011 года служит в Рязанском филиале Московского университета МВД России, преподаватель кафедры физической подготовки, капитан полиции, тренер-преподаватель группы спортивного совершенствования по борьбе дзюдо, имеет знаки отличия и грамоты Правительства области и города.

## Спортивные результаты
- Чемпионат России среди кадетов 2001, свыше 90 кг — ;
- Чемпионат России среди юниоров 2004, свыше 100 кг — ;
- Чемпионат Европы среди молодёжи 2005 (Киев, свыше 100 кг) — ;
- Чемпионат России среди молодёжи 2005, свыше 100 кг — ;
- Чемпионат России среди молодёжи 2005, абсолютная категория — ;
- Чемпионат России по дзюдо 2005, абсолютная категория — ;
- Чемпионат Швеции по дзюдо 2005, свыше 100 кг — ;
- Чемпионат России среди молодёжи 2006, свыше 100 кг — ;
- Чемпионат России среди молодёжи 2006, абсолютная категория — ;
- Чемпионат России по дзюдо 2007, свыше 100 кг — ;
- Чемпионат России по дзюдо 2009, абсолютная категория — ;
- Чемпионат России по дзюдо 2010, свыше 100 кг — 5 место;
- Чемпионат России по дзюдо 2012, свыше 100 кг — 7 место;